# Molnaszecsőd
Molnaszecsőd es un pueblo ubicado en el distrito de Körmend, en el condado de Vas, Hungría.

## Superficie
Posee una superficie de 11,69 kilómetros cuadrados.

## Demografía
Hasta 2019 la población era de 413 habitantes, con una densidad de población de 35,33 habitantes por kilómetro cuadrado.